# Chandrashekhar Khare
Pour les articles homonymes, voir Khare.
Chandrashekhar B. Khare (né en 1968) est un mathématicien indien. Il est professeur de mathématiques à l'Université de Californie à Los Angeles. En 2005, il a effectué une avancée majeure dans le domaine des représentations de Galois et de la théorie des nombres, en prouvant le niveau 1 de la conjecture de modularité de Serre.

## Carrière professionnelle
Résident de Bombay en Inde, il effectue ses études de premier cycle au Trinity College de l'Université de Cambridge. Il termine sa thèse en 1995, sous la direction de Haruzo Hida et Dinakar Ramakrishnan au California Institute of Technology . Sa thèse de doctorat, intitulée « Congruences between cusp forms », est publiée dans le Duke Mathematical Journal.  En 2006, il a prouvé le niveau 1 de la conjecture de Serre. Par la suite, il a complété la preuve de la conjecture de Serre avec Jean-Pierre Wintenberger, dans deux articles publiés dans la revue Inventiones mathematicae, en se basant sur les travaux d'Andrew Wiles. Serre, lui-même, avait montré que sa conjecture entraîne celle de Shimura-Taniyama-Weil ainsi que le dernier théorème de Fermat.
Il a commencé sa carrière en tant que Fellow au Tata Institute of Fundamental Research. Actuellement, il est professeur à l'Université de Californie, Los Angeles.

## Prix et distinctions
Khare est le lauréat en 1999 du Young Scientist Award décerné par l'Académie indienne des sciences, il a également reçu le Prix Fermat en 2007, le prix Infosys en 2010 et en 2011 le Prix Frank Nelson Cole décerné par l'American Mathematical Society. En 2008 il bénéficie d'une bourse Guggenheim.
Il est conférencier invité conjointement avec Jean-Pierre Wintenberger au congrès international des mathématiciens en 2010 à Hyderabad, avec une conférence sur le thème de la théorie des nombres intitulée « Serre´s Modularity Conjecture ».
En 2012, il devient Fellow de l'American Mathematical Society et est élu Fellow de la Royal Society.

## Publications
- Khare : Serre´s modularity conjecture: the level 1 case, Duke Mathematical Journal, vol. 134, 2006, p. 557-589.
- Khare, Wintenberger : Serre’s modularity conjecture, (I) (II), Inventiones Mathematicae, vol. 178, 2009, p. 485–504, 505–586.
- Khare, Wintenberger : On Serre's conjecture for 2-dimensional mod p representations of {\displaystyle \mathrm {Gal} ({\bar {\mathbb {Q} }}/\mathbb {Q} )}, Annals of Mathematics, vol. 169, 2009, p. 229–253, preprint, pdf.